# 別列贊卡河 (基輔州)
別列贊卡河（烏克蘭語：Березанка），是烏克蘭北部的河流，屬於涅德拉河的左支流。該河發源自別列贊，流經基輔州的布羅瓦雷區，河道全長6公里，流域面積52平方公里。